# Chikitigarh
Chikitigarh är en ort i Indien.   Den ligger i distriktet Ganjām och delstaten Odisha, i den sydöstra delen av landet, 1 300 km sydost om huvudstaden New Delhi. Chikitigarh ligger 52 meter över havet och antalet invånare är 11 055.
Terrängen runt Chikitigarh är kuperad norrut, men söderut är den platt. Runt Chikitigarh är det tätbefolkat, med 659 invånare per kvadratkilometer. Närmaste större samhälle är Ichchāpuram, 12,4 km sydost om Chikitigarh. Omgivningarna runt Chikitigarh är en mosaik av jordbruksmark och naturlig växtlighet.